# 이호대
이호대(1970년 2월 6일 ~ )는 대한민국의 서울특별시의회 의원이다.

## 학력
- 구로초등학교 졸업
- 구로중학교 졸업
- 구로고등학교 졸업
- 숭실대학교 정치외교학 학사
- 서강대학교 대학원 정치외교학 졸업(정치학 석사)
- 숭실대학교 대학원 정치외교학 박사과정 수료

## 경력
- 국회 김한길 의원실 비서
- 국회 김한길 의원실 보좌관
- 서울특별시 구로구청장(이성) 비서실장
- 2014.07 ~ 2018.04: 제7대 서울특별시 구로구의회 의원
- 2018년 7월 1일 ~ 2022년 6월 30일 : 제10대 서울특별시의회 의원

## 역대 선거 결과
|  | 32.66% |

|  | 45.54% |

|  | 72.55% |